# Barbara Dołęgowska
Barbara Bożena Dołęgowska (ur. 9 lutego 1960 w Kaliszu) – polska profesor doktor habilitowana nauk medycznych, prorektor Pomorskiego Uniwersytetu Medycznego w Szczecinie (2016–2020).

## Życiorys
Barbara Dołęgowska w 1986 ukończyła studia na Oddziale Analityki Medycznej Akademii Medycznej w Łodzi. W 2000 obroniła na Pomorskiej Akademii Medycznej w Szczecinie pracę doktorską Ocena zawartości kwasów tłuszczowych i wybranych biopierwiastków w kościach udowych kurcząt w zależności od wieku (promotor: Zygmunt Machoy). Habilitację uzyskała tamże w 2010 na podstawie dorobku naukowego, w tym dzieła Czynniki predykcyjne opóźnionej czynności przeszczepionej nerki – analiza równowagi prooksydacyjno antyoksydacyjnej i metabolizmu kwasu arachidonowego w płytkach krwi oraz w osoczu w okresie niedokrwienno-reperfuzyjnym. W 2013 otrzymała tytuł naukowy profesora nauk medycznych.
Jej zainteresowania badawcze obejmują m.in.: metabolizm kwasu arachidonowego, stres oksydacyjny i poszukiwanie markerów funkcji przeszczepionych narządów.
Po studiach podjęła pracę w laboratorium Wojewódzkiego Specjalistycznego ZOZ Chorób Płuc i Gruźlicy w Kaliszu. Po roku wróciła na macierzystą uczelnię na stanowisko asystentki w Zakładzie Mikrobiologii Farmaceutycznej Instytutu Patologii. Po ślubie przeprowadziła się do Szczecina, gdzie od 1988 do 1997 pracowała w laboratoriach Specjalistycznego ZOZ-u nad Matką Dzieckiem i Młodzieżą w Szczecinie Zdrojach, a następnie Szpitala Specjalistycznego im. prof. A. Sokołowskiego w Szczecinie Zdunowie.
Pracę w Pomorskiej Akademii Medycznej rozpoczęła w Katedrze Biochemii i Chemii Medycznej, na stanowisku asystentki, a następnie adiunktki. Od października 2007 w Zakładzie Analityki Medycznej Katedry Diagnostyki Laboratoryjnej i Medycyny Molekularnej. Jest specjalistką I stopnia z zakresu analityki klinicznej oraz II stopnia z zakresu diagnostyki laboratoryjnej. Od 2012 jako profesor nadzwyczajna PUM, obecnie profesor zwyczajna. Od 2016 do 2020 prorektor ds. dydaktyki. Kierowniczka i wykonawczyni wielu projektów finansowanych przez Komitet Badań Naukowych, Narodowe Centrum Nauki, Narodowe Centrum Badań i Rozwoju, Fundację na rzecz Wspierania Rozwoju Polskiej Farmacji i Medycyny.
Wypromowała ośmioro doktorów, m.in. Wojciecha Błogowskiego. Wielokrotnie nagradzana przez rektora PUM za osiągnięcia naukowe i dydaktyczne; laureatka Zachodniopomorskiego Nobla w dziedzinie nauk medycznych (2013), Człowiek Roku Głosu Szczecińskiego (2018). Członkini m.in.: Polskiego Towarzystwa Biochemicznego (członkini zarządu od 2014), Polskiego Towarzystwa Fizjologicznego, Polskiego Towarzystwa Diagnostyki Laboratoryjnej i Polskiego Towarzystwa Medycyny Regeneracyjnej, stowarzyszenia Kolegium Medycyny Laboratoryjnej.
Mąż Jan jest informatykiem, córka Katarzyna ukończyła PUM.